# Exeter College

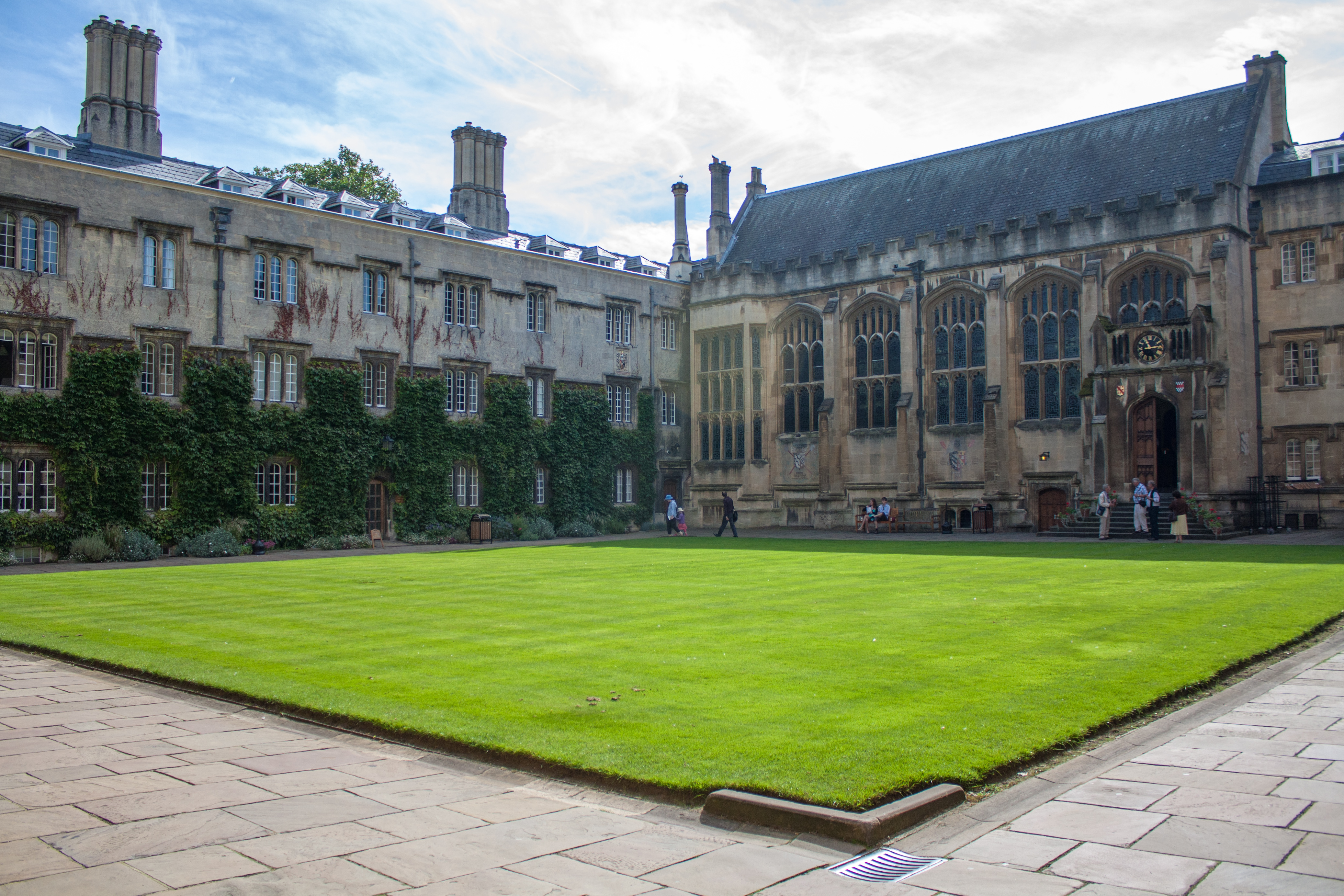
Vy över innergården mot kapellet.

Exeter College, formellt The Rector and Scholars of Exeter College in the University of Oxford, är ett av Oxfords universitets college, beläget vid Turl Street i centrala Oxford. Colleget grundades 1314 av Walter de Stapledon, biskopen av Exeter, under namnet Stapeldon Hall, och var ursprungligen en skola för ett tiotal teologistuderande. Under Tudoreran växte colleget genom generösa donationer från statssekreteraren William Petre och filantropen John Acland. 
Exeter College var från sitt grundande ett populärt college bland adliga från Devonshire. Bland collegets mest kända alumner är författarna J. R. R. Tolkien, Martin Amis och Philip Pullman; medeldistanslöparen Roger Bannister, skådespelaren Richard Burton, Pakistans första premiärminister Liaquat Ali Khan, John Kufuor, tidigare president av Ghana och Perus tidigare president Pedro Pablo Kuczynski.